# Michael Bolingbroke
Michael Bolingbroke (Londra, 21 ottobre 1965) è un dirigente d'azienda e dirigente sportivo britannico.

## Biografia
Originario di Londra, nel 1987 si laurea in Economia all'Università di Reading e inizia a lavorare per PricewaterhouseCoopers; nel 2001 consegue un Master in Business Administration alla London Business School, ma da subito inizia a lavorare tra New York e Los Angeles per gli ideatori dei Muppets, fino a diventare vicepresidente della Henson. Nel 2001 si dimette e assume la carica di presidente del Cirque du Soleil. Nel 2007 viene assunto dal Manchester United come direttore organizzativo. Nell'estate 2014 viene scelto da Erick Thohir come amministratore delegato della sua Inter di cui diventa anche membro del CdA venendo confermato anche dalla nuova proprietà del Suning nel giugno 2016, ma si è dimesso il 7 novembre 2016.
Da aprile ad inizio settembre 2019 è stato amministratore delegato del Blackpool.